# Foudre (mythologie)
Pour les articles homonymes, voir Foudre (homonymie).

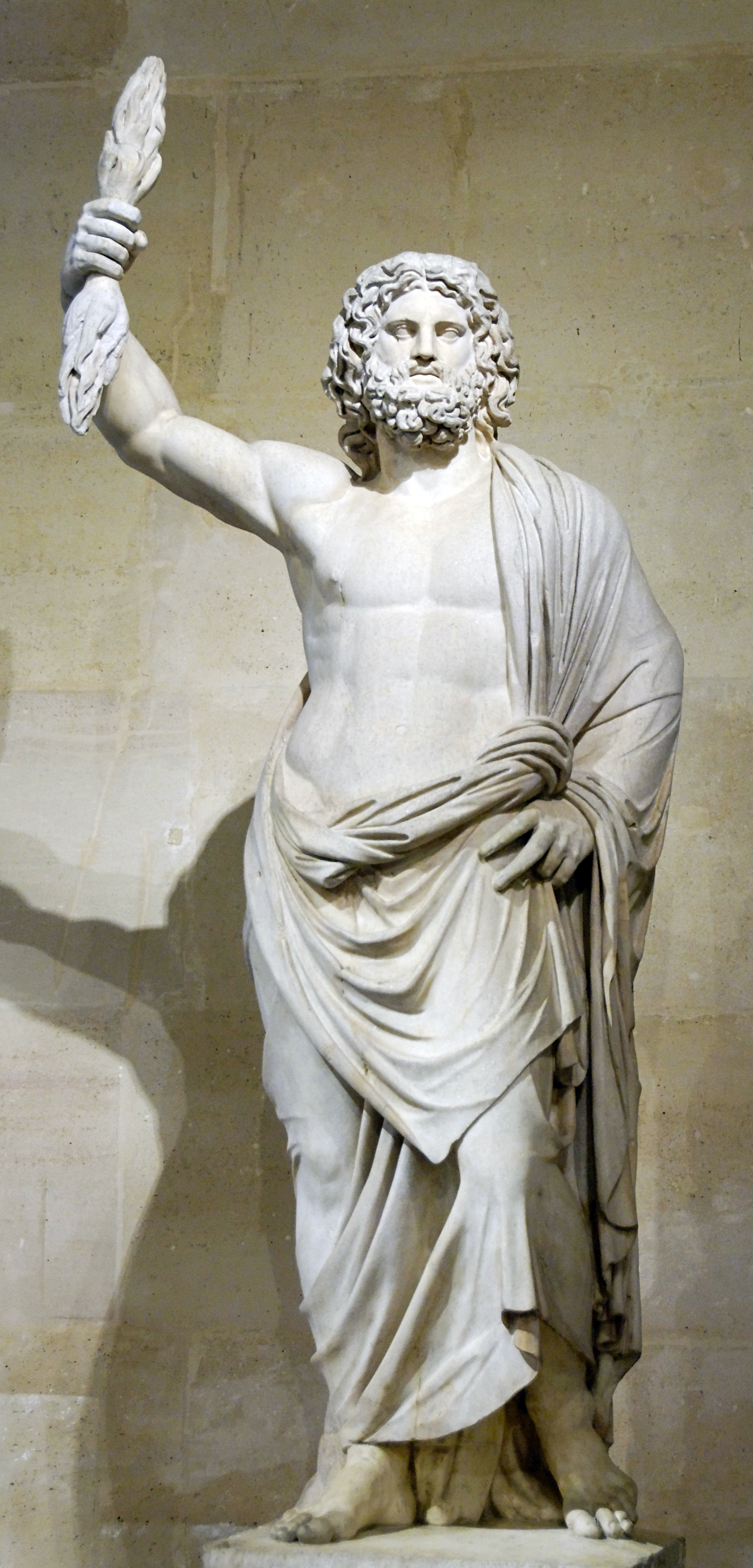
Représentation de Zeus brandissant un foudre.

Le foudre (terme de genre grammatical masculin) (en grec ancien κεραυνός / keraunós) est, dans diverses mythologies, notamment en Grèce et à Rome, un objet composé d'un faisceau de dards enflammés en forme d'éclair représentant la foudre.
Le foudre est l’arme et l’attribut du « père » céleste, notamment Zeus/Jupiter, Thor, Taranis et Baal.

## Mythologie grecque
Le foudre est fabriqué par les oncles de Zeus, les trois cyclopes ouraniens : Argès ajoute la lueur, Brontès l'orage et Stéropès les éclairs. Lors de la Titanomachie, les Cyclopes le remettent à Zeus en reconnaissance de leur libération. Ce dernier l'utilise comme arme pour renverser Cronos et les autres Titans, devenant ainsi seul maître des dieux.
Le foudre de Zeus est représenté par trois rayons. Il apparaissait comme étant une des manifestations sacrées du dieu et correspondait à sa parole, mais également à sa volonté de puissance. Les cadavres foudroyés étaient recouverts de terre et les lieux où la foudre était tombée devenaient un lieu de culte. Désormais, ils se trouvaient comme marqués  d'un signe mystérieux que des prêtres, spécialisés dans l'art « fulgural », devaient interpréter pour le commun des mortels.